# Hobby

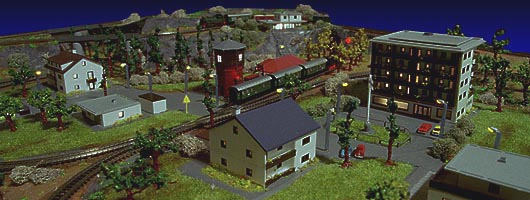
Modelová železnice v měřítku Z

Hobby (z angl. hobby-horse, koníček) nebo koníček je soustavná činnost, kterou se lidé zabývají ze zájmu, ze záliby a ve svém volném čase. Neslouží k obživě, ale pro potěšení a pocit seberealizace.

## Vymezení
Hobby se podobá hře, i když obvykle sleduje nějaký více méně trvalý výsledek (zahradu, sbírku, výrobek a pod.) Ale i hra nebo sport, jemuž se lidé soustavně a s chutí věnují, se někdy označuje jako hobby. Zatímco hry jsou často soupeřivé a staví hráče proti sobě, hobby lidi spíš sdružuje a vede nanejvýš k soutěžení.
Koníčkář či amatér je sice protikladem profesionála, protože se touto činností neživí, přesto může v daném oboru dosáhnout pozoruhodných výsledků, například ve sběratelství, v řemeslech, v umění nebo ve vědě. Amatérští hodináři se výrazně podíleli na vývoji mechanických hodin, amatérští astronomové objevili nová tělesa, amatérští chovatelé vyšlechtili řadu odrůd. Na druhé straně může koníček přerůst ve vášeň a vytvořit závislost.

## Společenský význam
Koníčky sdružují lidi s podobnými zájmy a udržují jisté dovednosti a zvyky. Výsledky zejména sběratelské činnosti mohou znamenat velký majetek (sbírky umění, porcelánu, zbraní, známek nebo autogramů). S rostoucím podílem volného času hrají hobby stále významnější úlohu v hospodářství, protože výrobou a prodejem například chovatelských, zahrádkářských, modelářských nebo sběratelských potřeb se zabývá mnoho firem.
Přesto je většina koníčků provozována spíše ze zájmu a pro radost než pro finanční odměnu. Účastníci mohou vytvořit organizaci, klub, která koordinuje společenské setkávání, výměnu zkušeností, nebo poskytuje služby související s danou činností (například klub nadšenců do deskových her může pro členy nabízet knihovnu her). Příkladem jsou lokální kluby science fiction, sběratelství (např. filatelie, kuriozit, whisky), radioamatérství, železničního modelářství, tvůrčí a umělecké kluby, kluby 3D tisku nebo neoficiální amatérské sportovní kluby.